# Adama Niang
Adama Niang (* 9. Januar 1975 in Dakar) ist ein senegalesischer Fußballspieler. Der Abwehrspieler spielte viele Jahre in der deutschen Regional- und Oberliga.

## Karriere
Niang trat bereits im Kindesalter in der Landeshauptstadt Dakar der Fußballschule des ASC Diaraf bei, durchlief die verschiedenen Jugendmannschaften und brachte es zum Juniorennationalspieler. 1995 gewann er mit der 1. Mannschaft des Vereins die Landesmeisterschaft. 1999 erhielt er über Kontakte die Möglichkeit, bei Borussia Mönchengladbach vorzuspielen. Da sich deren Profimannschaft bei seiner Ankunft aber im Trainingslager befand, trainierte er zunächst beim KFC Uerdingen 05 mit und überzeugte dort Trainer Peter Vollmann sofort von seinen Qualitäten. Nachdem sein anschließendes Probetraining bei Gladbach ergebnislos verlief und sein Visum abzulaufen drohte, nahm er das Angebot des Regionalliga-Klubs an. Wegen eines Wadenbeinbruchs verpasste er das Saisonfinale 1999/2000, in dem sich Uerdingen am letzten Spieltag für die neue zweigleisige Regionalliga qualifizierte und fiel auch für lange Zeit in der folgenden Spielzeit aus, so dass es in zwei Jahren nur zu 25 Einsätzen reichte. 
2001 wurde „Addi“ gemeinsam mit seinen Mannschaftskameraden Rudi Istenič und Daniel Teixeira von Vollmann zu Eintracht Braunschweig geholt, kam in der Regionalligasaison 2001/02 verletzungsbedingt aber nur zu sechs Einsätzen, als Braunschweig der Aufstieg in die 2. Bundesliga gelang. Auch in der Zweitligaspielzeit plagten den Abwehrrecken mehrere Verletzungen, er konnte beim direkten Wiederabstieg in lediglich elf Partien mitwirken. Im Anschluss wechselte Niang zum Regionalligakonkurrenten Preußen Münster, für den er bis zu seinem Abgang im Dezember 2005 47 Spiele absolvierte. Ab Januar 2006 stand er beim Bonner SC unter Vertrag und bestritt bis zu seinem Abgang im Sommer 2010 insgesamt 117 Ligapartien, 2009 stieg er mit dem Klub in die Regionalliga West auf. Seine Karriere setzte er anschließend bis 2013 im Amateurbereich bei den Sportfreunde Troisdorf 05 fort.
2015 machte er seine Trainerlizenz und begann unter Sportdirektor Wolfgang Jerat seine erste Trainerstation beim Kölner Amateurklub GSK Galatasaray Köln.